# Elisabeth de Gramont
Antonia Corisande Elisabeth de Gramont (Nancy, 23 april 1875 - Parijs, 6 december 1954) was een Frans schrijfster die ook publiceerde onder de naam Elisabeth de Clermont-Tonnerre.

## Familie
De Gramont was een lid van de hertogelijke familie De Gramont en een dochter van Agénor 11e hertog van Gramont (1851-1925) en diens eerste echtgenote Isabelle de Beauvau-Craon (1852-1875) die vlak na haar geboorte stierf aan kraamvrouwenkoorts. Haar vader trouwde daarna nog twee keer: in 1878 met Marguerite de Rothschild (1855-1905), lid van de Frankfortse tak van de bankiersfamilie, en in 1907 met Maria prinses Ruspoli (1888-1976). Na het huwelijk van Marguerite met Angénor werd deze door haar vader onterfd, maar na het overlijden werd dat rechtgetrokken waardoor ze de aanzienlijke erfenis van ruim 200 miljoen hedendaagse euro's erfde. Ze was een halfzus van Armand 12e hertog van Gramont (1879-1962), dochter van Marguerite, industrieel, vriend van Marcel Proust, die getrouwd was met Elaine Greffulhe (1882-1958), dochter van de Comtesse Greffulhe (1860-1952). Haar oom was Alfred graaf de Gramont (1856-1915), intieme vriend van Filips van Orléans (1869-1926) en nalater van zijn Journal intime (2011) waarin zij ook figureert.
De Gramont trouwde in 1896, Aimé François Philibert markies, en later: duc de Clermont-Tonnerre (1871-1940) met wie zij twee dochters kreeg.

## Biografie
De Gramont werd de eerste jaren opgevoed door haar Schotse grootmoeder, Emma duchesse de Gramont-MacKinnon (1811-1891) omdat haar vader nog in officiersopleiding was; daarna gebeurde dat, zoals gebruikelijk in die tijd, door gouvernantes meer dan door haar ouders/vader. Na de geboorte van het eerste kind uit het tweede huwelijk van haar vader begon zij haar stiefmoeder "maman" te noemen. Behalve met haar familieleden Gramont had ze ook nog contact met de nogal uitgebreide familie van haar moeder via haar grootvader Marc prins de Beauvau-Craon.
Ze was goed bevriend met Robert de Montesquiou en vanaf 1903 met Marcel Proust die ook bij het jonge echtpaar op bezoek kwam. In haar Mémoires beschrijft ze veel van de personen die voorkomen of ten grondslag hebben gelegen aan de personages in diens À la recherche du temps perdu.
In 1909 ontmoette zij de rijke Amerikaanse Natalie Clifford Barney van wie zij vanaf 1910 de maîtresse werd. Ze onderhielden beiden een open relatie en De Gramont had ook relaties met andere vrouwen. In 1920 kwam het tot een officiële echtscheiding van haar man. Ze staat later ook bekend als « la duchesse rouge » omdat ze het socialistische ideeëngoed aanhing.
Vanaf 1928 publiceerde zij haar 'mémoires' in vier delen en publiceerde in 1948 een boek over Marcel Proust.
Ze ligt begraven in Ancy-le-Franc, vlak bij het familiekasteel van de Clermont-Tonnerres.